# Клавдіївська вулиця
Кла́вдіївська ву́лиця — вулиця у Святошинському районі міста Києва. Пролягає від Робітничої вулиці до Підлісної вулиці. 
Прилучаються вулиці Юнацька, Димерська, Лісорубна, Корсунська, Бахмацька, Брусилівська і Василя Стефаника.

## Історія
Вулиця виникла в першій половині XX століття під назвою 389-та Нова. Сучасна назва — з 1944 року.

## Установи та заклади
- Київський професійний ліцей будівництва і комунального господарства (буд. № 24)
- Київське вище професійне училище будівництва і архітектури (буд. № 22)